# Internal Bleeding Strawberry
Internal Bleeding Strawberry je první Oliviino minialbum, vydané 21. února 2003 a znovuvydané Tower Records Japan 12. prosince 2003.

## Seznam skladeb
1. "Sea Me"
2. "Solarhalfbreed"
3. "Into the stars"
4. "Dress Me Up"
5. "Grapefruit Tea"
6. "Color of Your Spoon"
7. "Internal Bleeding Strawberry"